# Фріц Герч
Фріц Герч (нім. Fritz Hertzsch; 15 червня 1892, Циттау — 15 липня 1941, СРСР) — німецький офіцер, генерал-майор вермахту. Кавалер Лицарського хреста Залізного хреста.

## Біографія
25 вересня 1912 року вступив у 179-й піхотний полк. Учасник Першої світової війни, командир взводу, потім — роти. Після демобілізації армії залишений в рейхсвері. З 26 серпня 1939 року — командир 77-го піхотного полку. Учасник Німецько-радянської війни. Загинув у бою.

## Звання
- Фанен-юнкер (25 вересня 1912)
- Фенріх (1 травня 1913)
- Лейтенант (22 березня 1914)
- Оберлейтенант (20 травня 1917)
- Гауптман (1 лютого 1925)
- Майор (1 квітня 1934)
- Оберстлейтенант (1 серпня 1936)
- Оберст (1 квітня 1939)
- Генерал-майор (1 липня 1941; посмертно заднім числом)

## Нагороди
- Залізний хрест 2-го і 1-го класу
- Військовий орден Святого Генріха, лицарський хрест (24 березня 1915)
- Почесний хрест ветерана війни з мечами
- Медаль «За вислугу років у Вермахті» 4-го, 3-го, 2-го і 1-го класу (25 років)
- Застібка до Залізного хреста 2-го і 1-го класу
- Лицарський хрест Залізного хреста (8 серпня 1941, посмертно)